# Куприенко, Андрей Никитьевич
Андрей Никитьевич Куприенко (5 (18) мая 1913 года, Чертовщина, Сенненский уезд, Могилёвская губерния, Российская империя — 9 марта 1984 года, Арамиль, Свердловская область, РСФСР, СССР) — Герой Социалистического Труда (1966), председатель колхоза имени Свердлова Сысертского района Свердловской области.

## Биография
Родился 5 (18) мая 1913 года в деревне Чертовщина Сенненского уезда Могилёвской губернии, Российская империя (ныне — деревня Рассвет Сенненского района Витебской области, Белоруссия).
18 августа 1941 года был мобилизован в Красную Армию Арамильским РВК Свердловской области. В 1941—1942 годах — командир танкового взвода 119-го отдельного танкового батальона 4-й отдельной армии, участник Тихвинской оборонительной и наступательной операции в октябре—декабре 1941 года. 10 декабря 1941 года в бою у деревни Мелегежская Горка был тяжело контужен. После госпиталя вернулся на фронт. 12 сентября 1942 года был вновь ранен, эвакуирован в госпиталь. В 1946 году стал старшим лейтенантом, командиром роты тяжёлых танков ИС-3 1-го танкового батальона 110-го гвардейского тяжёлого танко-самоходного полка 5-го гвардейского танкового Сталинградско-Киевского ордена Ленина, Краснознамённого, орденов Суворова и Кутузова 2-й степени корпуса 6-й гвардейской танковой Краснознамённой армии.
После демобилизации, вернулся в Арамиль, работал заведующим отделом, секретарём Арамильcкого райкома КПСС, с 1955 года председатель исполкома Сысертского районного Совета депутатов трудящихся. В 1958—1977 годах председатель колхоза имени Свердлова Сысертского района. В 1977 году вышел на пенсию.
Член КПСС, депутат Верховного Совета РСФСР 7-го созыва, член Свердловского обкома КПСС, делегат XXIII съезда КПСС.
Скончался 9 марта 1984 года. Похоронен на Арамильском городском кладбище.

## Награды
За свои достижения был награждён:
- 06.11.1947 — медаль «За отвагу»[2];
- 09.03.1948 — медаль За трудовую доблесть;
- 08.03.1958 — орден Ленина;
- 22.03.1966 — звание Герой Социалистического Труда с золотой медалью Серп и Молот и орден Ленина «за выдающиеся успехи, достигнутые в развитии животноводства, увеличении производства и заготовок мяса, молока, яиц, шерсти и другой продукции»;
- 08.04.1971 — орден Октябрьской Революции;
- 06.09.1973 — орден Ленина.